# Игрок года ФИФА 1992
2-е вручение награды премии «Игрок года ФИФА 1992»

Игрок года: 

 Марко ван Бастен
(первый раз)
< 1-я Церемонии вручения 3-я >
«Игрок года ФИФА 1992» (англ. 1992 FIFA World Player of the Year) — второе вручение награды лучшему футболисту мира по версии ФИФА. Победителя выбирали путём голосования трёх представителей каждой страны — члена ФИФА, а именно капитана, главного тренера и представителя СМИ этой страны. По итогам награду получил голландский нападающий «Милана» Марко ван Бастен.

## Результаты
| Место | Игрок            | Клуб              | Очки |
| ----- | ---------------- | ----------------- | ---- |
| 1     | Марко ван Бастен | Милан             | 161  |
| 2     | Христо Стоичков  | Барселона         | 88   |
| 3     | Томас Хесслер    | Рома              | 61   |
| 4     | Жан-Пьер Папен   | Милан             | 46   |
| 5     | Бриан Лаудруп    | Фиорентина        | 44   |
| 5     | Петер Шмейхель   | Манчестер Юнайтед | 44   |
| 7     | Деннис Бергкамп  | Аякс              | 29   |
| 8     | Франк Райкард    | Милан             | 23   |
| 9     | Абеди Пеле       | Марсель           | 10   |
| 9     | Франко Барези    | Милан             | 10   |
| 9     | Юрген Клинсман   | Монако            | 10   |